# Svárov u Uherského Hradiště

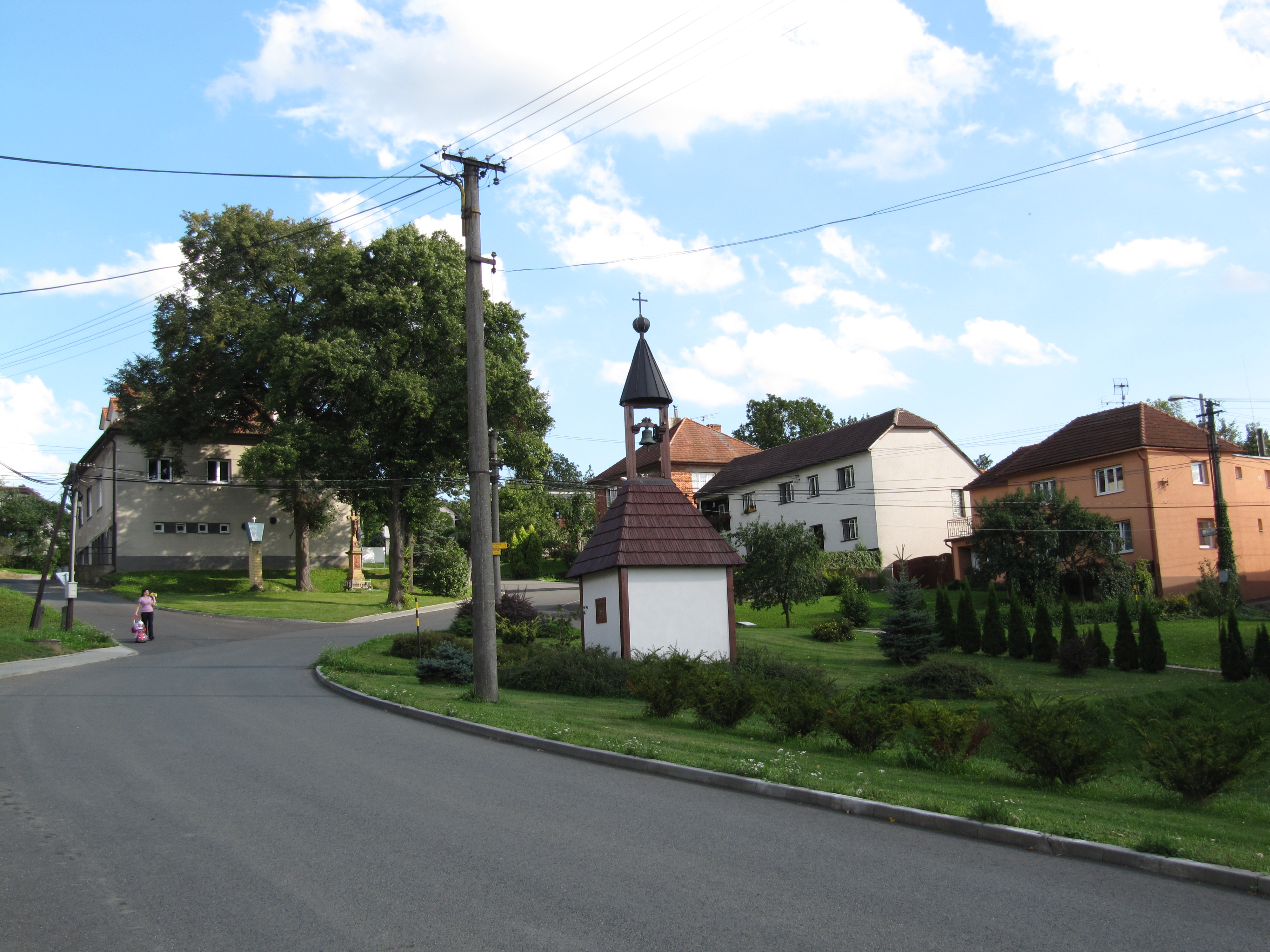
Dorfanger mit Glockenturm

Svárov (deutsch Swarow) ist eine Gemeinde in Tschechien. Sie liegt elf Kilometer nördlich von Uherský Brod und gehört zum Okres Uherské Hradiště.

## Geographie
Svárov befindet sich im Südwesten des Wisowitzer Berglandes. Das Dorf erstreckt sich linksseitig über dem Tal des Zlámanecký potok in der Quellmulde eines kleinen Zuflusses. Nordöstlich erhebt sich der Doubí (429 m), im Osten der Pasecký kopec (377 m) und südöstlich der Kopec (341 m).
Nachbarorte sind Zlámanec und Paseky im Norden, Doubravy, Doubí und Krasnovy im Nordosten, Paseky, Hřivínův Újezd und Velký Ořechov im Osten, Kelníky im Südosten, Částkov im Süden, Nedachlebice, Malá Strana und Bílovice im Südwesten, Mladé und Březolupy im Westen sowie Komárov und Šarovy im Nordwesten.

## Geschichte
Einer Legende zufolge soll die Feste Swarow zwischen dem 10. und 11. Jahrhundert durch Jakub Svárlivý, Stammvater des mährischen Vladikengeschlechts  Svárovský von Svárov angelegt worden sein. Die erste schriftliche Erwähnung des Dorfes Swarow erfolgte 1375. Während der böhmisch-ungarischen Machtkämpfe um die Krone Böhmens wurde die Feste Swarow zwischen 1468 und 1470 zusammen mit den Dörfern Swarow und Zlámaný Újezd niedergebrannt. Danach blieb Swarow lange Zeit wüst und wurde schließlich 1597 wiederbesiedelt. Im Jahre 1647 wurde das Gut Swarow an die Herrschaft Březolupy angeschlossen. Bis zur Mitte des 18. Jahrhunderts blieben die Bewohner protestantisch, erst danach setzte sich der Katholizismus durch. Ab 1800 wurden die Kinder des Dorfes in Bílovice unterrichtet, später in Zlámanec. 1830 begann in Březolupy der Bau einer neuen Kirche, von den Orten Šarovy, Zlámanec und Swarow war zuvor deren Errichtung an einem zentraler gelegenen Platz zwischen den Dörfern angestrebt worden.
Bis zur Mitte des 19. Jahrhunderts blieb Swarow immer nach Březolupy untertänig.
Nach der Aufhebung der Patrimonialherrschaften bildete Svarov/Swarow ab 1850 eine Gemeinde in der Bezirkshauptmannschaft Uherské Hradiště. Seit 1893 wird der Ortsname Svárov gebraucht. Im selben Jahre entstand auch eine eigene Schule.

## Ortsgliederung
Für die Gemeinde Svárov sind keine Ortsteile ausgewiesen.

## Sehenswürdigkeiten
- Glockenturm
- Stauweiher am Částkovský potok, östlich des Dorfes